# Charles Mauu
Charles Mauu, auch bekannt als Charlie Mauu oder Charley Mauu, (* 1918 in Papeete, Tahiti, Französisch-Polynesien; † 1990) war ein polynesischer Filmschauspieler und Varieté-Sänger.

## Leben
Charles Mauu wurde 1918 in Französisch-Polynesien geboren. Er entstammt tahitischen Häuptlingsfamilie.
1937 begann Charles Mauu seine Filmkarriere dank seiner Begegnung mit Harry Chapman, der ihn in seinem ersten Film Coral Island mitspielen ließ. 1950 ging er nach Hollywood und verkörperte Neben- und Kleinrollen.
Charles Mauu hat auch eine musikalische Karriere als Sänger und Songwriter. In Polynesien wird es von Gaston Guilbert (1907–1992) und Eddie Lund unter dem Label Reo Tahiti und Yves Roche unter dem Label Manuiti hergestellt.  In den Vereinigten Staaten wird es von Michael H. Goldsen unter dem Label Criterion vertrieben. Er nahm in Kalifornien mit seiner Gruppe The Royal Polynesians und auf Tahiti einige Meisterwerke exotischer Musik und einige Titel auf, die heute zu Klassikern der polynesischen Musik geworden sind, wie beispielsweise 1954 die Lieder „Café au Lait“ und „Vahine Anamite“ oder 1956 das Lied „Minoi Minoi“.
Im Jahr 2001 gab das Postamt Französisch-Polynesien eine Gedenkbriefmarke zu Ehren von „Charley Mauu“ in der Serie „Berühmtheiten des polynesischen Liedes“ heraus.

## Filmografie
- 1950: Duell in der Manege
- 1950: Tarzan und das Sklavenmädchen
- 1950: Der Fischer von Louisiana
- 1950: Pagan Love Song
- 1951: Der große Caruso
- 1951: Ein Amerikaner in Paris
- 1952: Der Weg nach Bali
- 1954: Moby Dick
- 1955: Ma and Pa Kettle at Waikiki
- 1955: Kismet
- 1957: Hell Ship Muntiny
- 1958: Nächte auf Tahiti
- 1961: Die nackte Odyssee